# Wikimedia Commons
Wikimedia Commons (zkráceně jen Commons) je projekt nadace Wikimedia, který slouží jako organizované centrální úložiště licenčně volných fotografií, videí, ilustrací, zvuků a dalšího multimediálního obsahu. Tyto soubory jsou zároveň přístupné ze všech projektů Wikimedia Foundation ze všech jazykových verzí. Projekt byl navržen Erikem Möllerem v březnu 2004 a spuštěn 7. září 2004. Editační a uživatelské prostředí Commons je téměř shodné jako editační prostředí Wikipedie, rovněž se používá stejný princip a podobný systém kategorizace obsahu a podobný způsob samosprávného rozhodování. Projekt Commons nemá více jazykových verzí, základním jazykem projektu Commons je angličtina, která je preferována zejména pro pojmenovávání kategorií, názvy obrázků a projektové diskuse však mohou být ve kterémkoliv jazyce podle potřeby. S tematickými kategoriemi a články jazykových verzí projektu Wikipedie jsou tematické kategorie projektu Commons částečně propojeny lokálními mezijazykovými odkazy nebo prostřednictvím tematických položek projektu Wikidata.

## Vztah k sesterským projektům
Původně měl každý z projektů Wikimedia Foundation oddělené úložiště souborů a nebylo možné například v české Wikipedii přímo použít obrázek z anglické. Obrázek musel být z anglické Wikipedie nejdříve zkopírován na českou. Projekt Wikimedia Commons byl spuštěn až tři roky po Wikipedii.
Některé z projektů Nadace Wikimedia (například nizozemská, švédská, dánská, obě norské, španělská, baskická, polská, česká a slovenská Wikipedie) přemístily prakticky veškerý multimediální obsah na projekt Commons a lokální ukládání obrázků atd. už neumožňují, jiné projekty (například anglická verze Wikipedie) buď dosud proces přesunu nestačily dokončit, nebo i záměrně ponechávají některé soubory uložené lokálně, například z důvodu, že na daném projektu zvolili mírnější licenční politiku, například připouštějí i soubory pod fair use, které v projektu Commons tolerovány nejsou.

## Organizace projektu
Projekt Wikimedia Commons je relativně autonomním projektem, který samostatně spravuje komunita jeho přispěvatelů a uživatelů podle ustálených pravidel a zvyklostí a s pomocí uživatelů s různými stupni zvláštních správcovských a jiných práv.
Samosprávně jsou z projektu vyřazovány a mazány soubory, které nevyhovují podmínkám projektu, například vybočují z jeho tematického zaměření nebo jsou pro projekt nepřijatelné z hlediska autorských či jiných práv. Jinak ovšem počet nahraných souborů k jednotlivým tématům není omezen.
Každý soubor je spojen se svou popisnou stránkou, která obsahuje popis obsahu souboru a základní informace o autorství a uvolnění autorských práv svobodnou licencí, o datu původu souboru, případně jeho vztahu k dalším nahraným souborům nebo dílech, z nichž je soubor odvozen atd.
Obrázky a další soubory jsou, podobně jako články v projektech Wikipedia, prostřednictvím své popisné stránky organizovány v multi-hierarchickém kategorizačním systému (se strukturou orientovaného grafu, ideálně acyklického), vycházejícího z principů modularity (soubor či kategorie je řazena pouze do nejspecifičtější kategorie nebo kategorií, nikoliv zároveň do jejich nadkategorií, přičemž složené kategorie, například „Kostely v Rusku“, kombinují souběh dvou čí více kritérií), jednoduchosti, selektivity (názvy kategorií jsou jednoznačné a nehomonymní) a univerzality (jedno téma má totožný název pro všechny země i úrovně kategorizace a kategorizační systém je maximálně jednotný a systematický, tedy potlačuje lokální rozdíly nářečí a terminologie, a paralelní větve kategorizace mají navzájem analogickou strukturu). Kromě toho lze, stejně jako v dalších wiki projektech, používat fulltextové hledání v názvech a popisech souborů a kategorií.
Na rozdíl od projektů Wikipedie neobsahuje Commons přímo články o jednotlivých tématech, ale funkčně jsou článkům obdobné stránky s galeriemi obrázků, na nichž – na rozdíl od stránek kategorií s automaticky zobrazeným obsahem – lze obrázky či jiné soubory různými způsoby vybírat, uspořádávat, seskupovat a popisovat či komentovat. Základní informace o tématu nebo objektu lze uvést též na stránce kategorie, avšak primárním způsobem popisu témat kategorie je propojení meziprojektovými odkazy na články Wikipedie o příslušném tématu, případně položku Wikidat.

## Rozsah projektu

Vývoj počtu souborů v projektu Wikimedia Commons

V červenci 2025 obsahovalo úložiště přes 122 milionů souborů. V projektu se registrovalo přes 13 516 000 uživatelů, z nichž bylo okolo 38 000 aktivních (tj. editujících v posledních 30 dnech), 180 uživatelů aktuálně mělo oprávnění správce.
Úložiště je považováno za největší sbírku volně použitelných obrázků na internetu.

## Návštěvnost
V roce 2019 bylo zobrazeno okolo 1,7 miliardy dotazů. Denní průměr byl 4 670 916 a měsíční 142 073 701 dotazů. Nejvíce dotazů bylo zobrazeno v únoru (164 634 603), nejméně v listopadu (126 586 321). Nejvíce dotazů za den přišlo ve čtvrtek 7. února (7 642 347), nejméně ve středu 25. prosince (3 439 814).

## Výběry fotografií
V rámci projektu Commons souběžně existuje několik systémů oceňování či výběru nejlepších či kvalitních fotografií či souborů. Některé fungují na principu recenzování fotografií komunitou uživatelů, jiné na principu hlasovací ankety. Přispívání do projektu je také motivováno řadou tematických projektů v rámci národních poboček nadace Wikimedia či národních komunit wikipedistů, někdy i s grantovými příspěvky. Mezi nejvýznamnější motivační akce patří mezinárodní fotografická soutěž Wiki miluje památky.

### Obrázky roku
Vítězné obrázky ankety Obrázek roku:

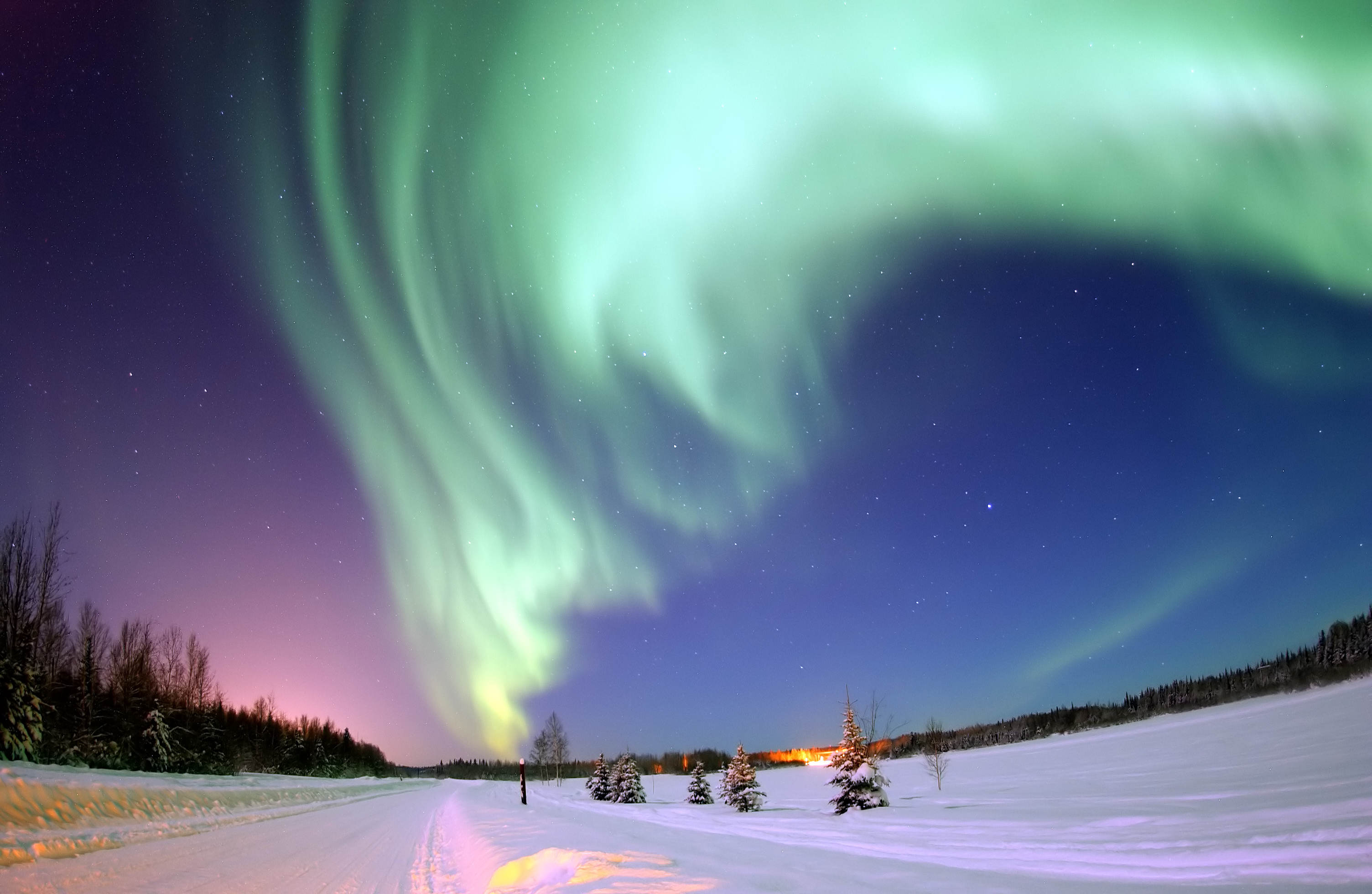
2006 – Polární záře, Bear Lake, Eielson Air Force Base, Aljaška
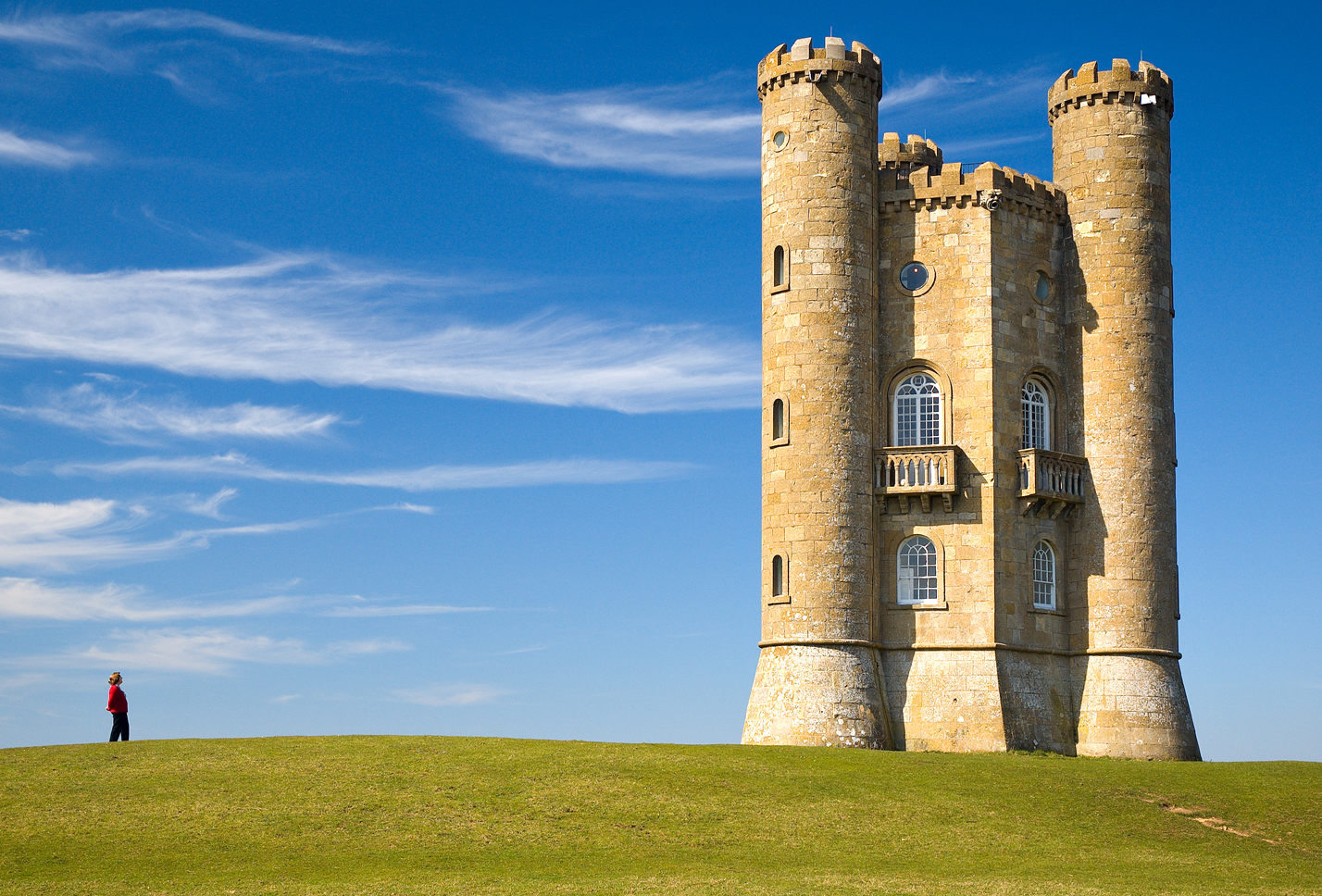
2007 – Broadway Tower, region Cotswolds v Anglii
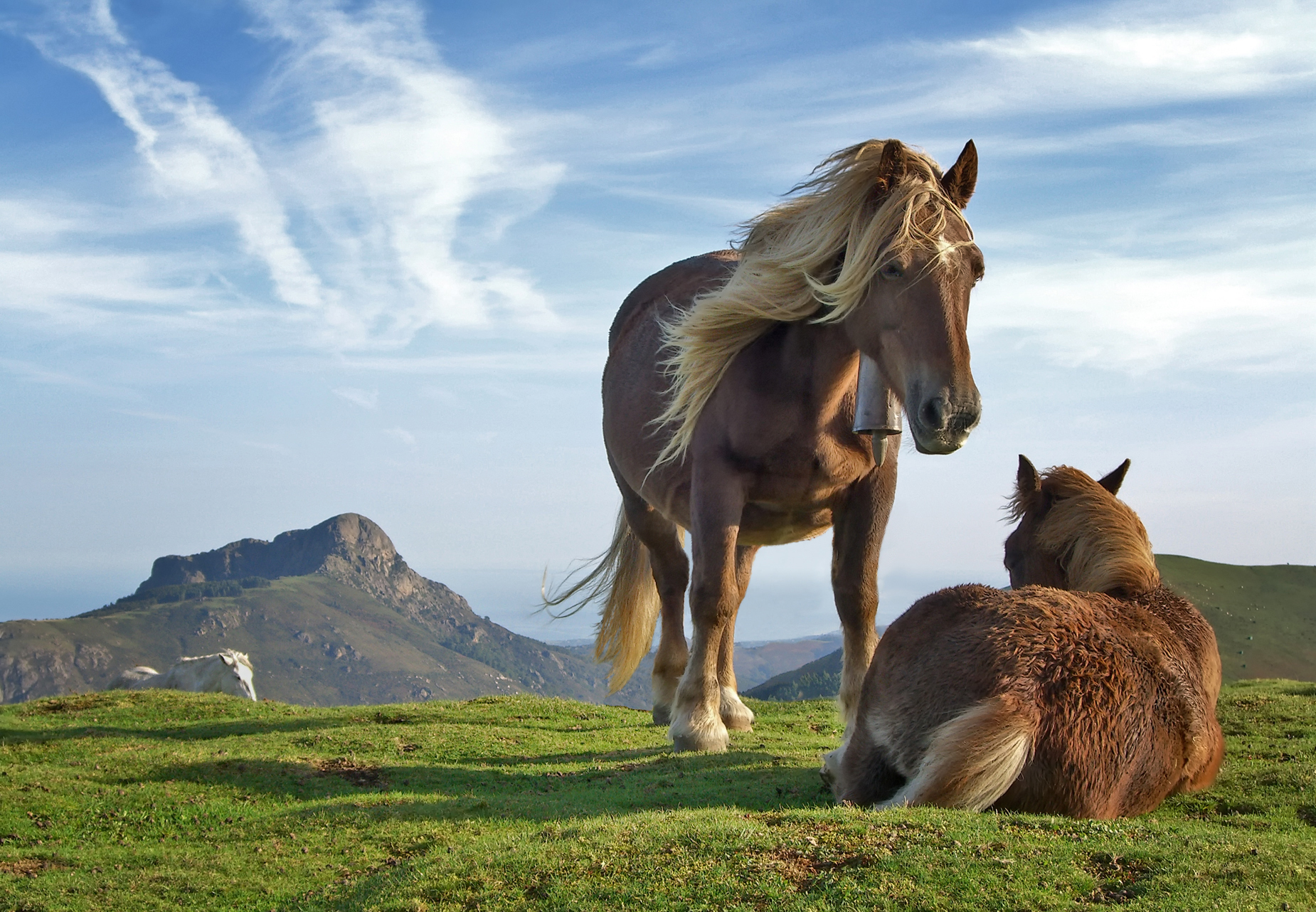
2008 – Koně na kopci Bianditz, Španělsko. Za nimi je vidět hora Aiako Harria
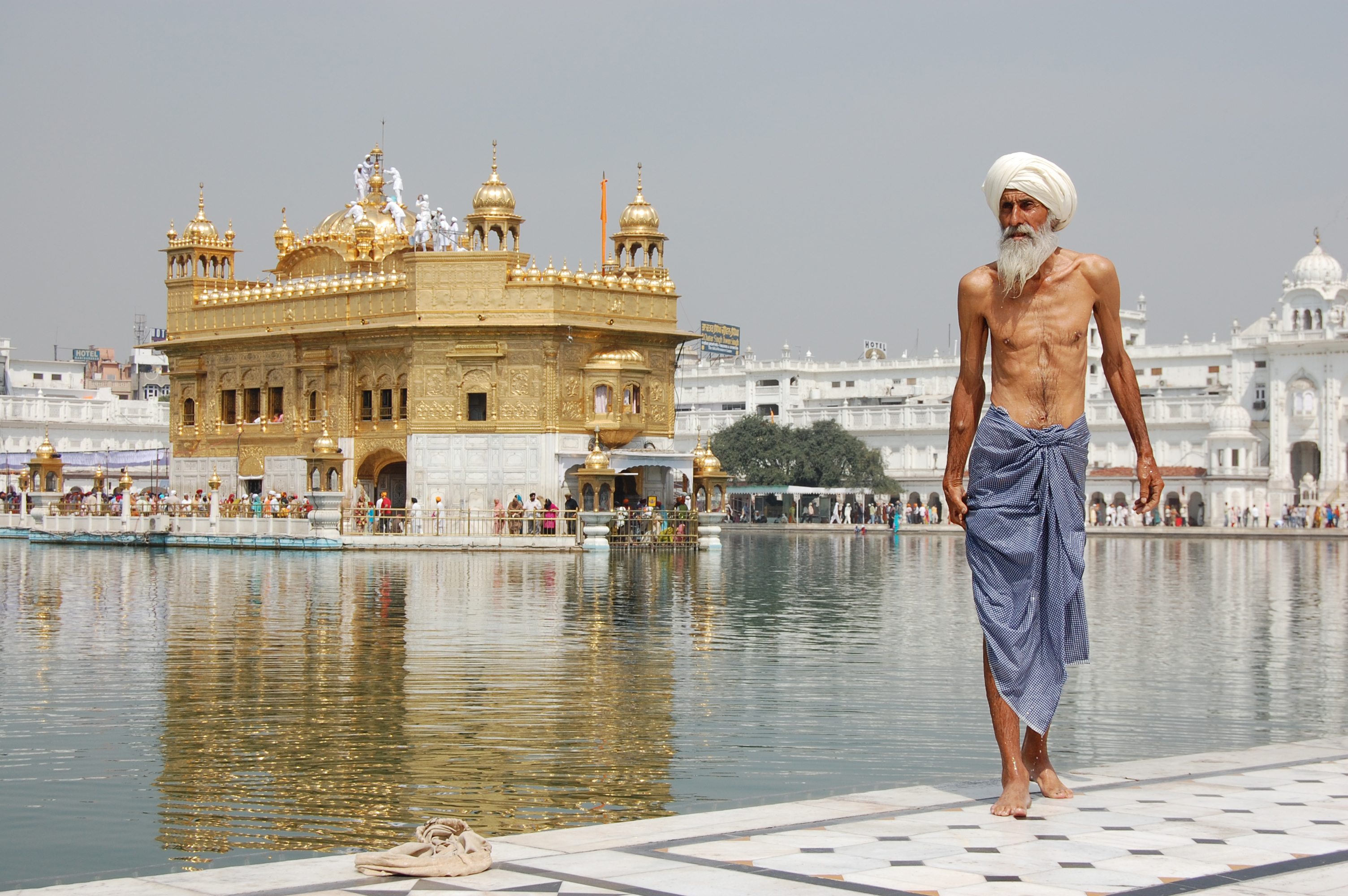
2009 – Sikhský poutník po rituální koupeli u chrámu Hari Mandir Sáhib v indickém Amritsaru
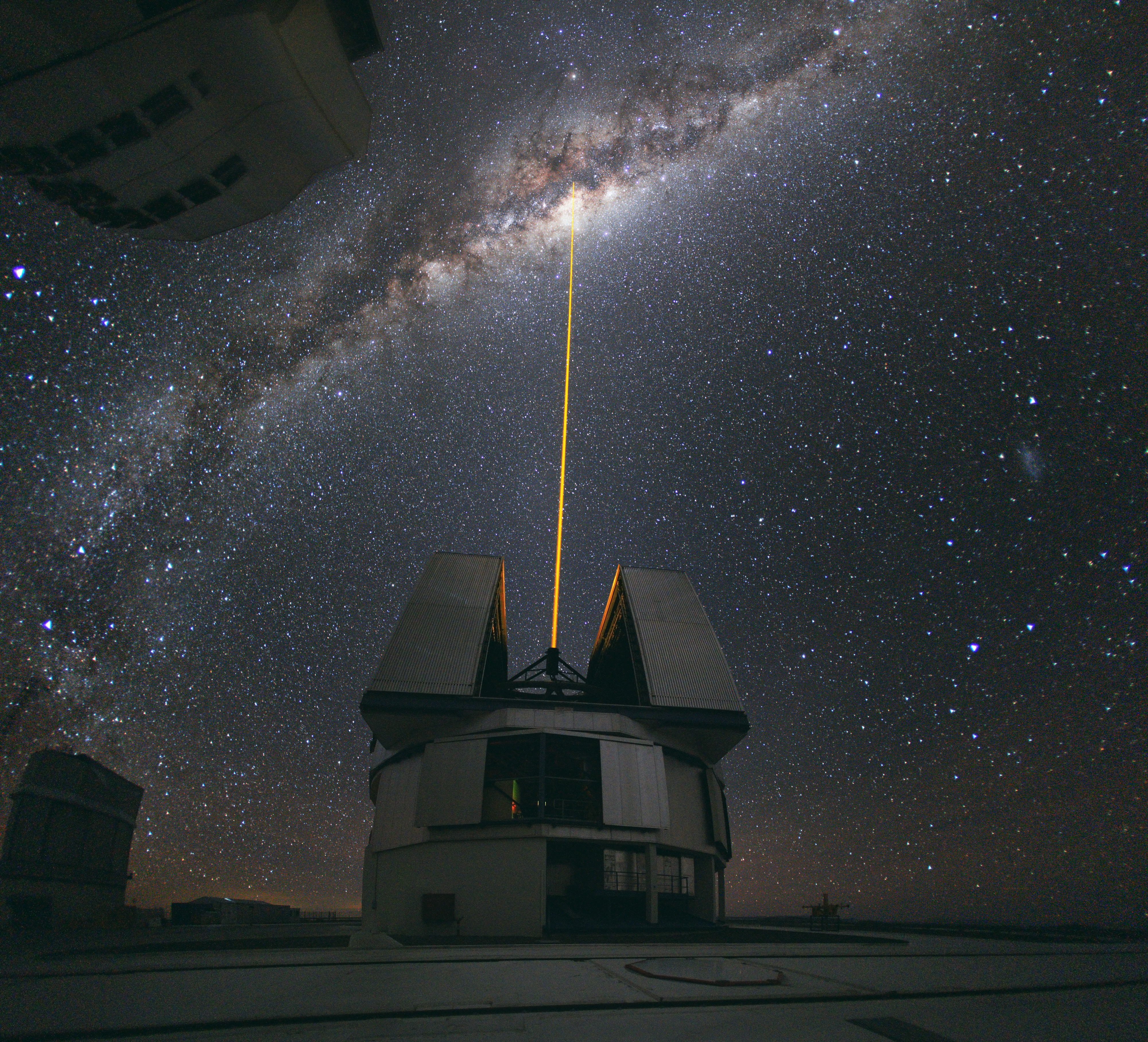
2010 – Pozorování Mléčné dráhy na observatoři Paranal v srpnu 2010 pomocí laserové korekce
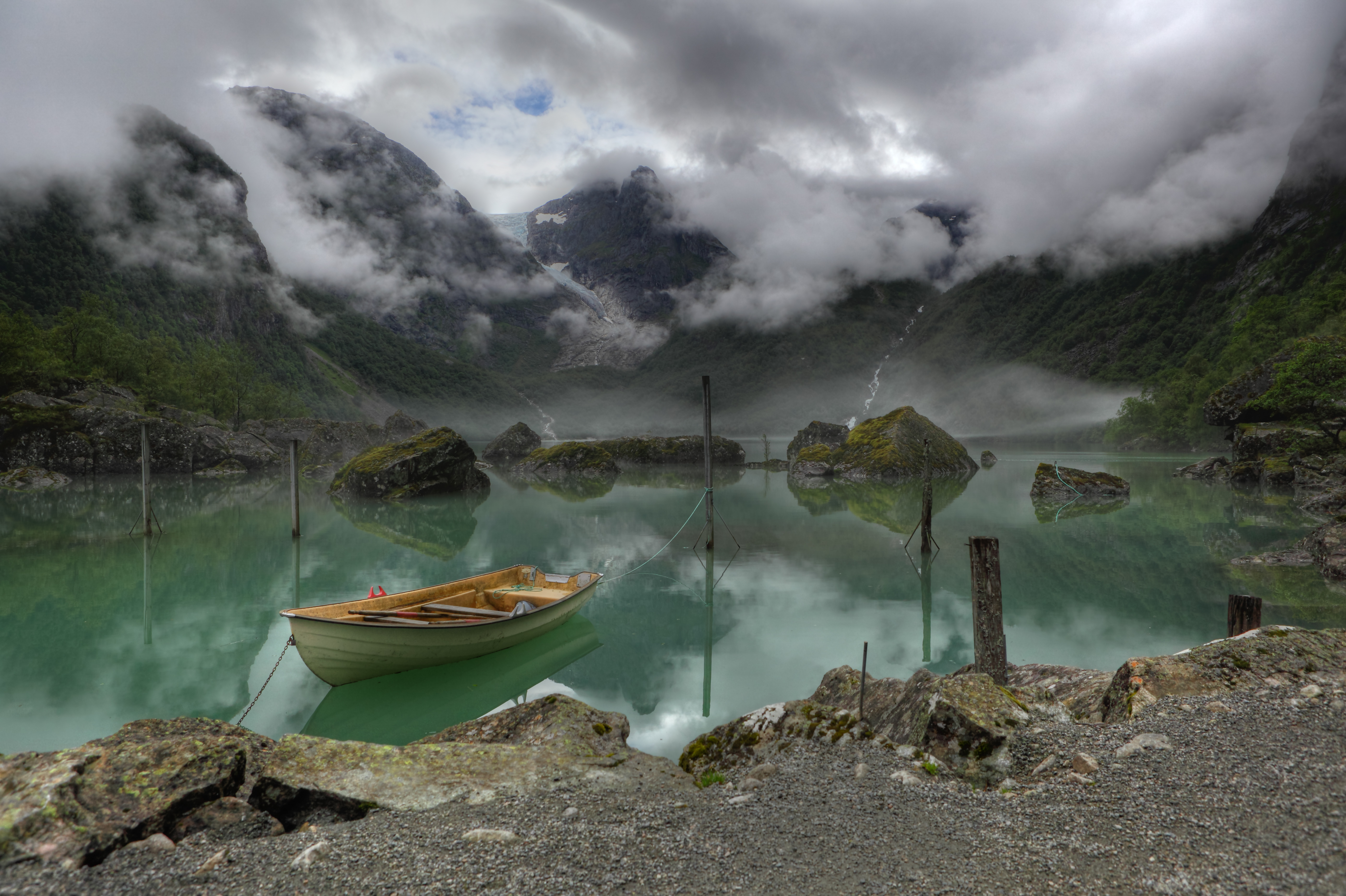
2011 – Krajina v norském národním parku Folgefonna; pohled přes jezero Bondhus na ledovec Bondhus, část ledovce Folgefonna
2012 – Samice a samec vlhy pestré při krmení
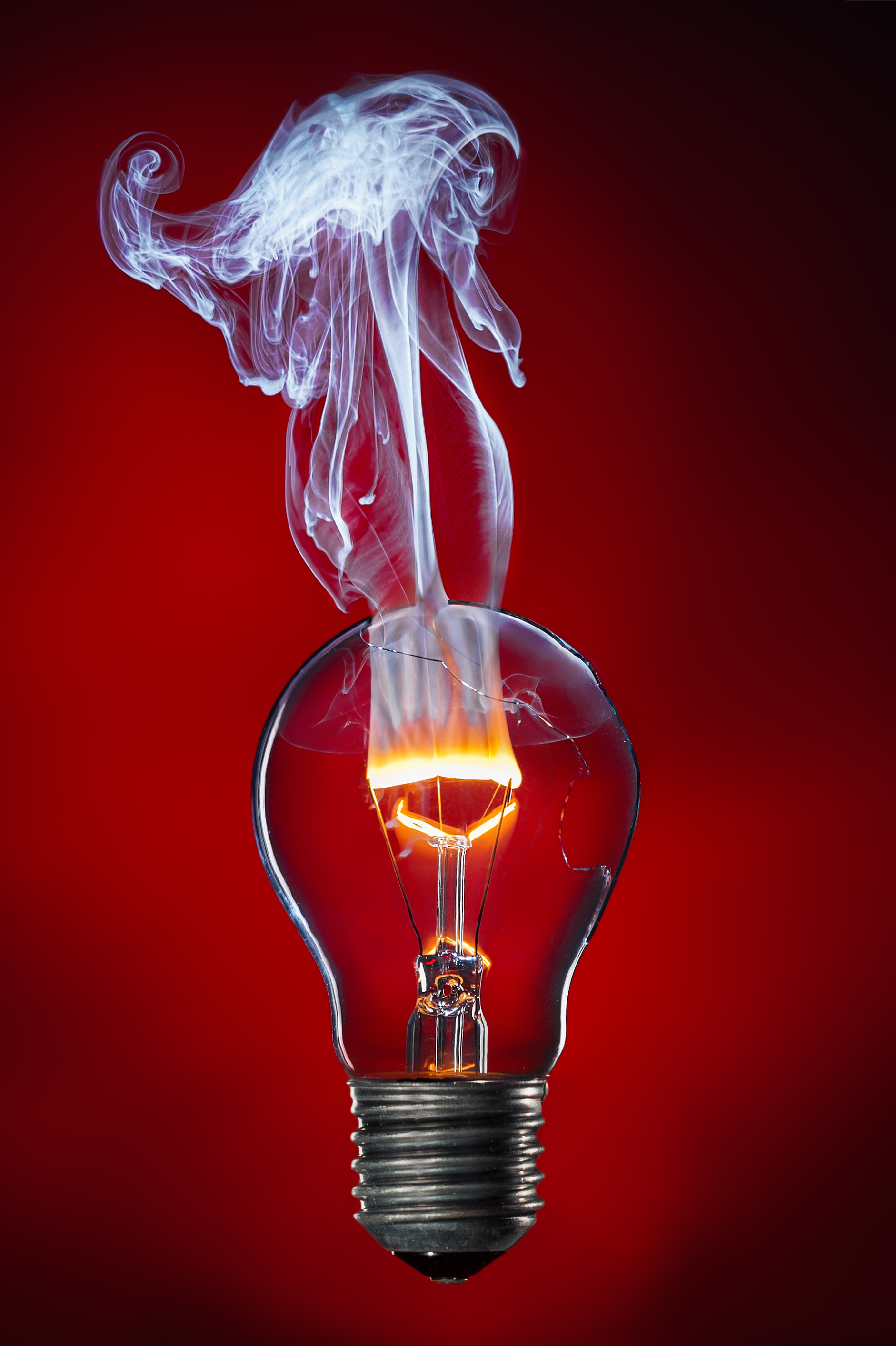
2013 – Otevřená žárovka, ze které uniká mlha oxidů kovového vlákna a inertní plyn
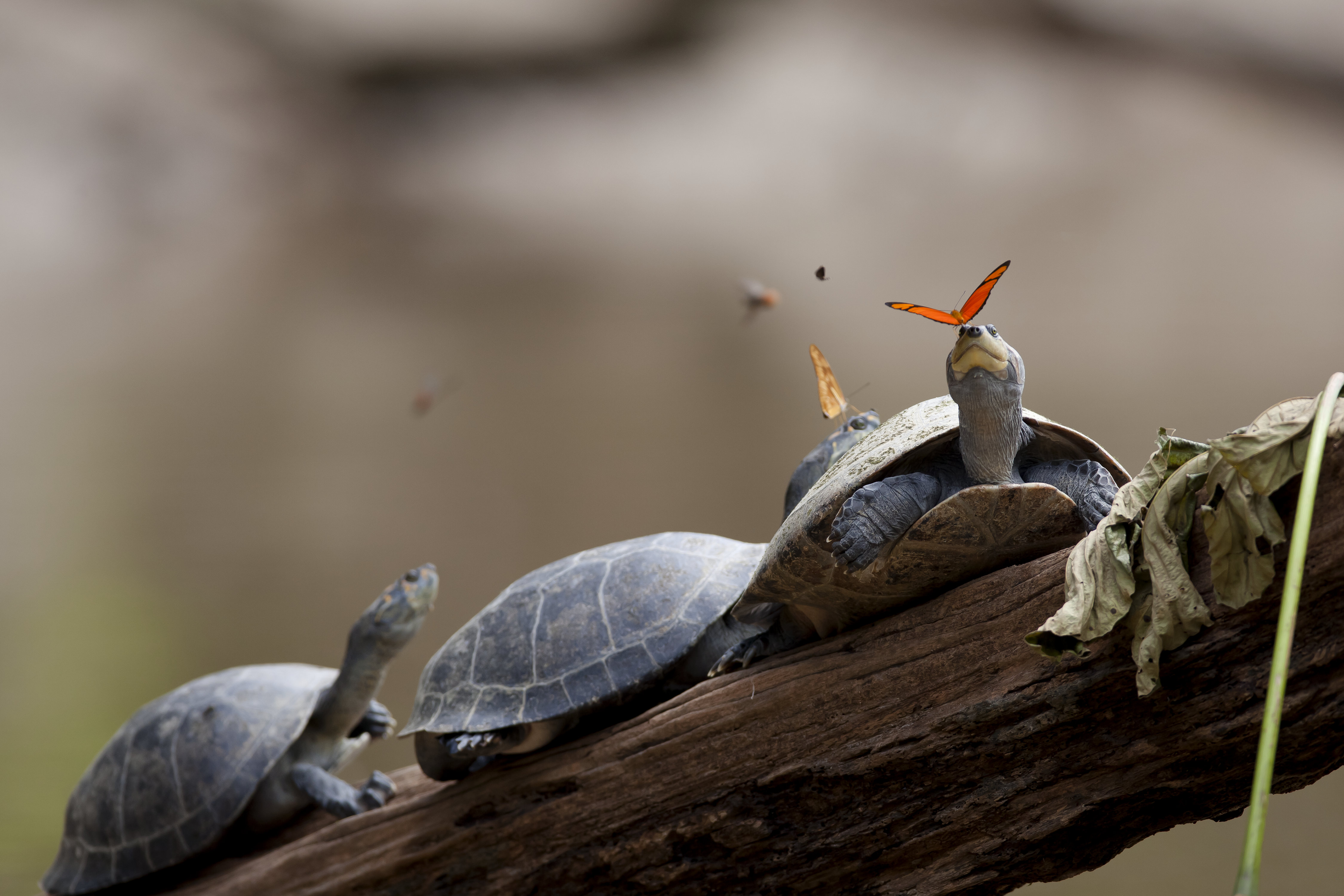
2014 – Dva motýli druhu perleťovec Juliin (Dryas iulia) pijí slzy želv v Ekvádoru
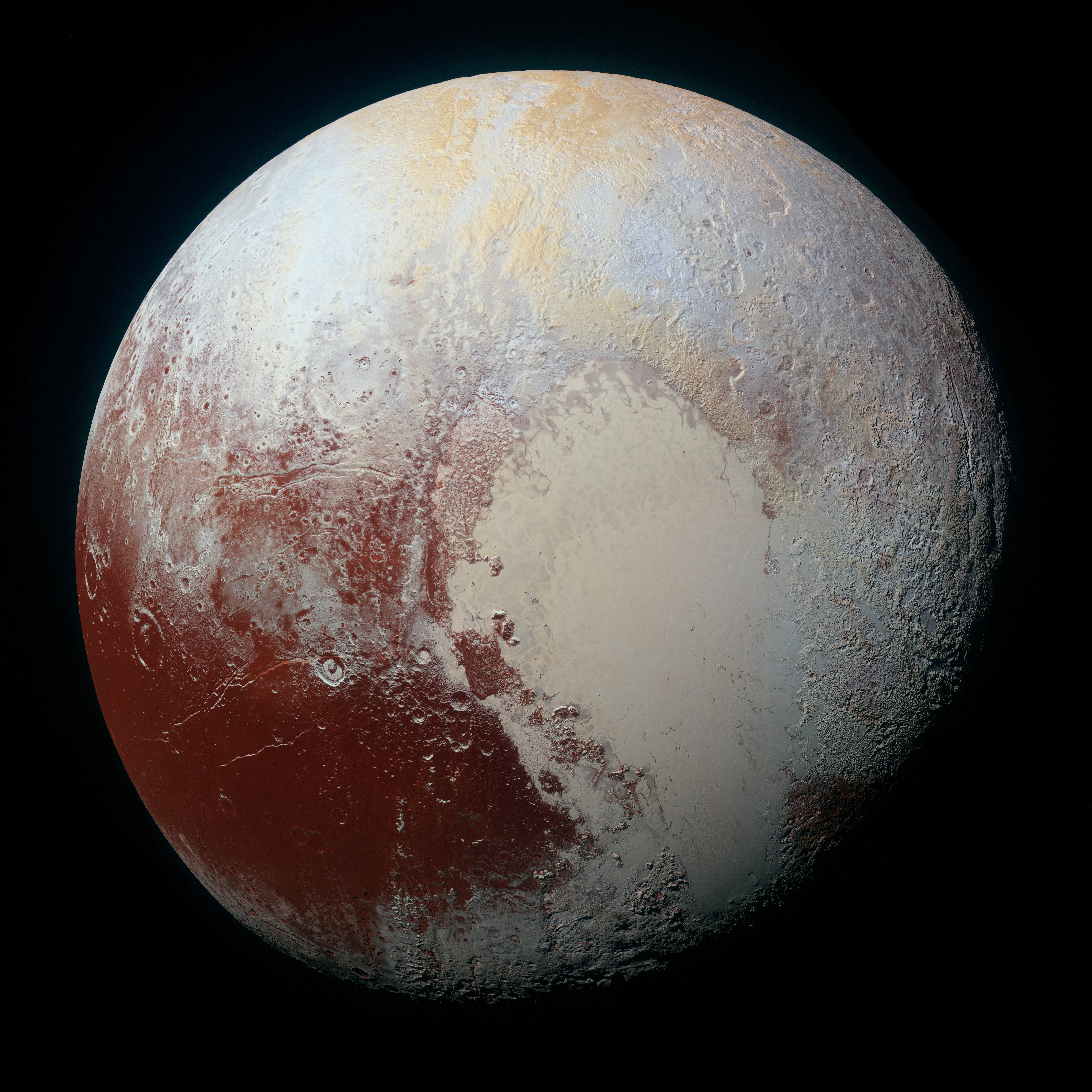
2015 – Trpasličí planeta Pluto, snímek pořízen americkou sondou New Horizons
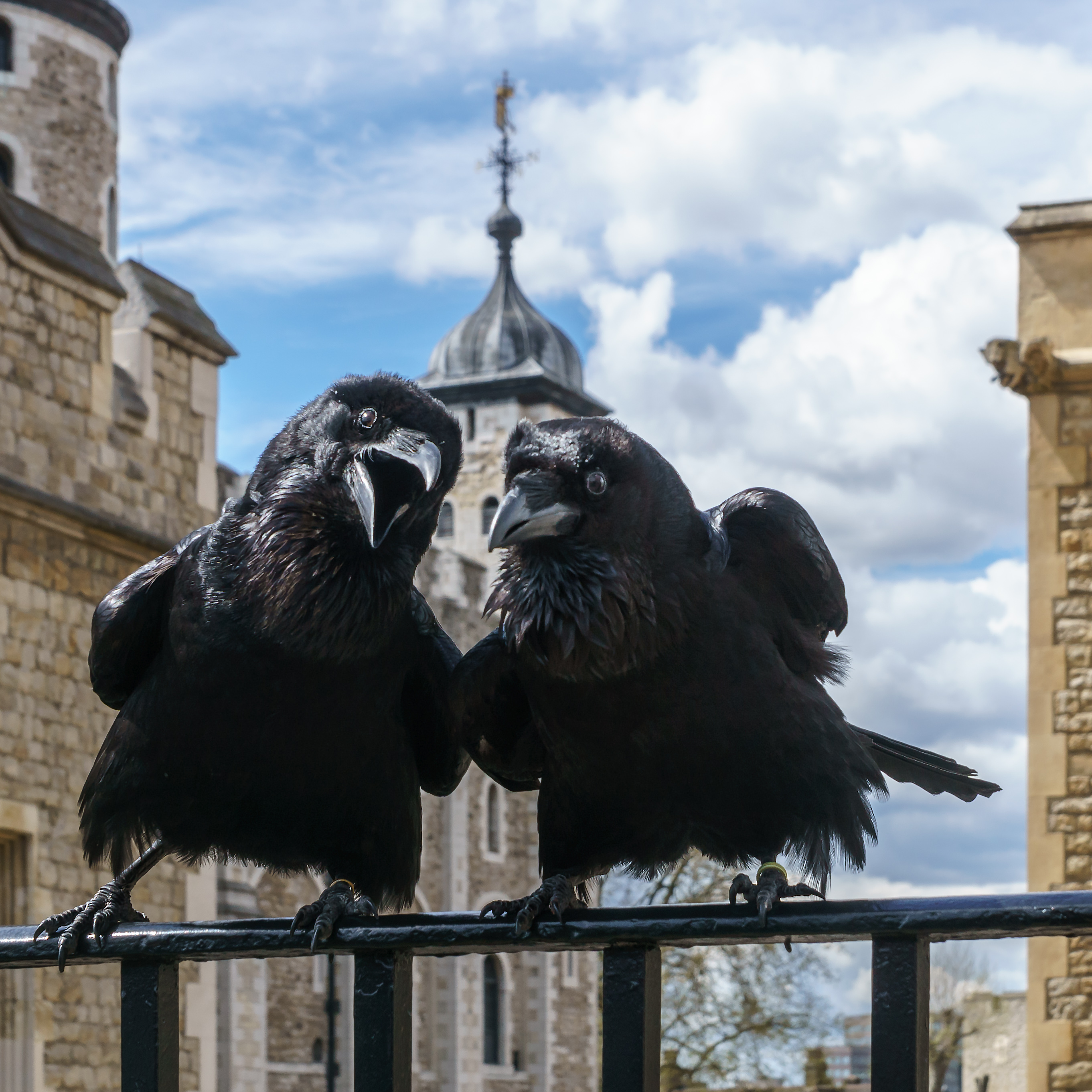
2016 – Jubilee a Munin, dva z krkavců chovaných v londýnském Toweru
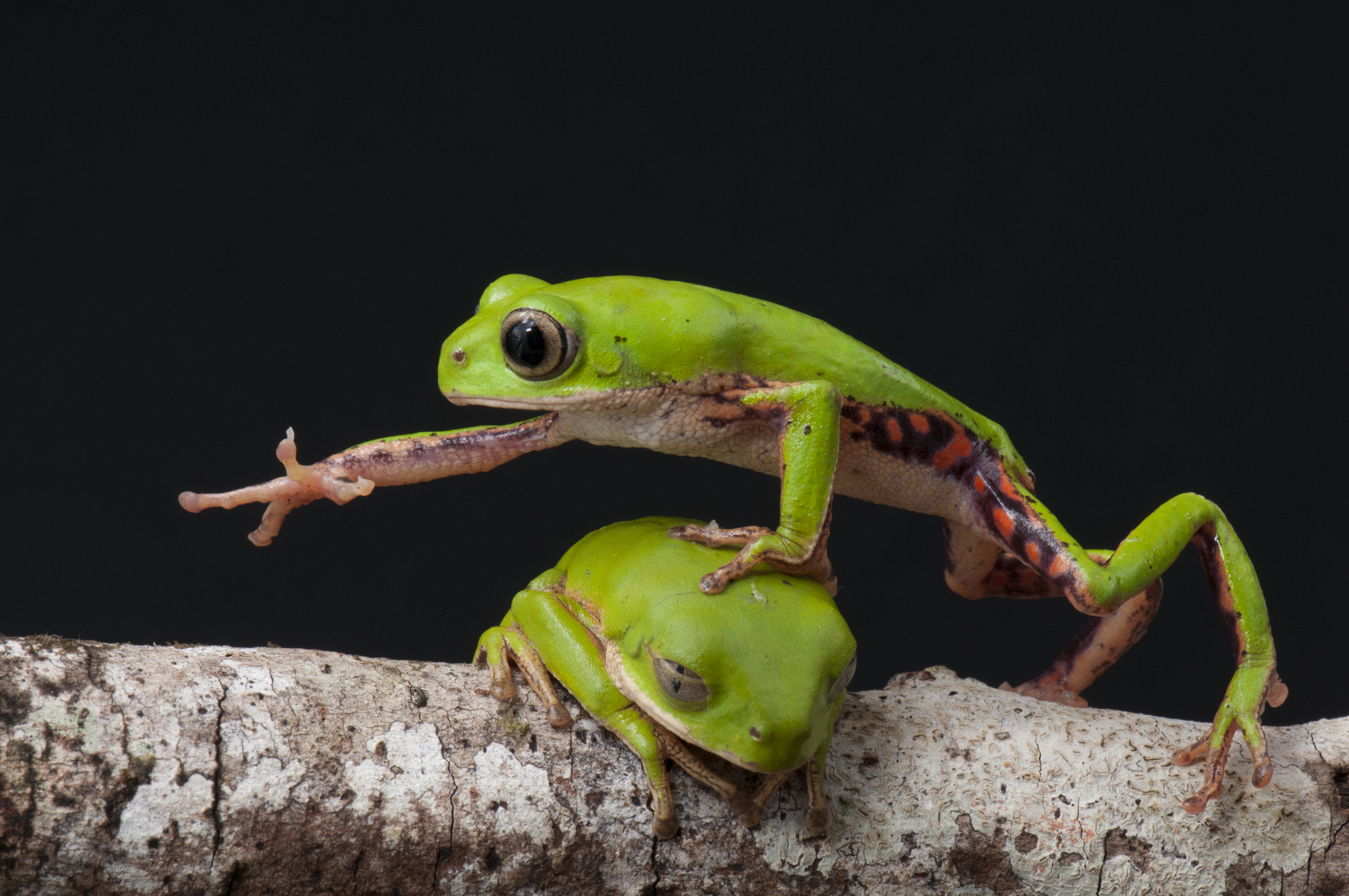
2017 – Dvě žáby druhu listovnice Rohdeova předhánějící se na větvi, Brazílie
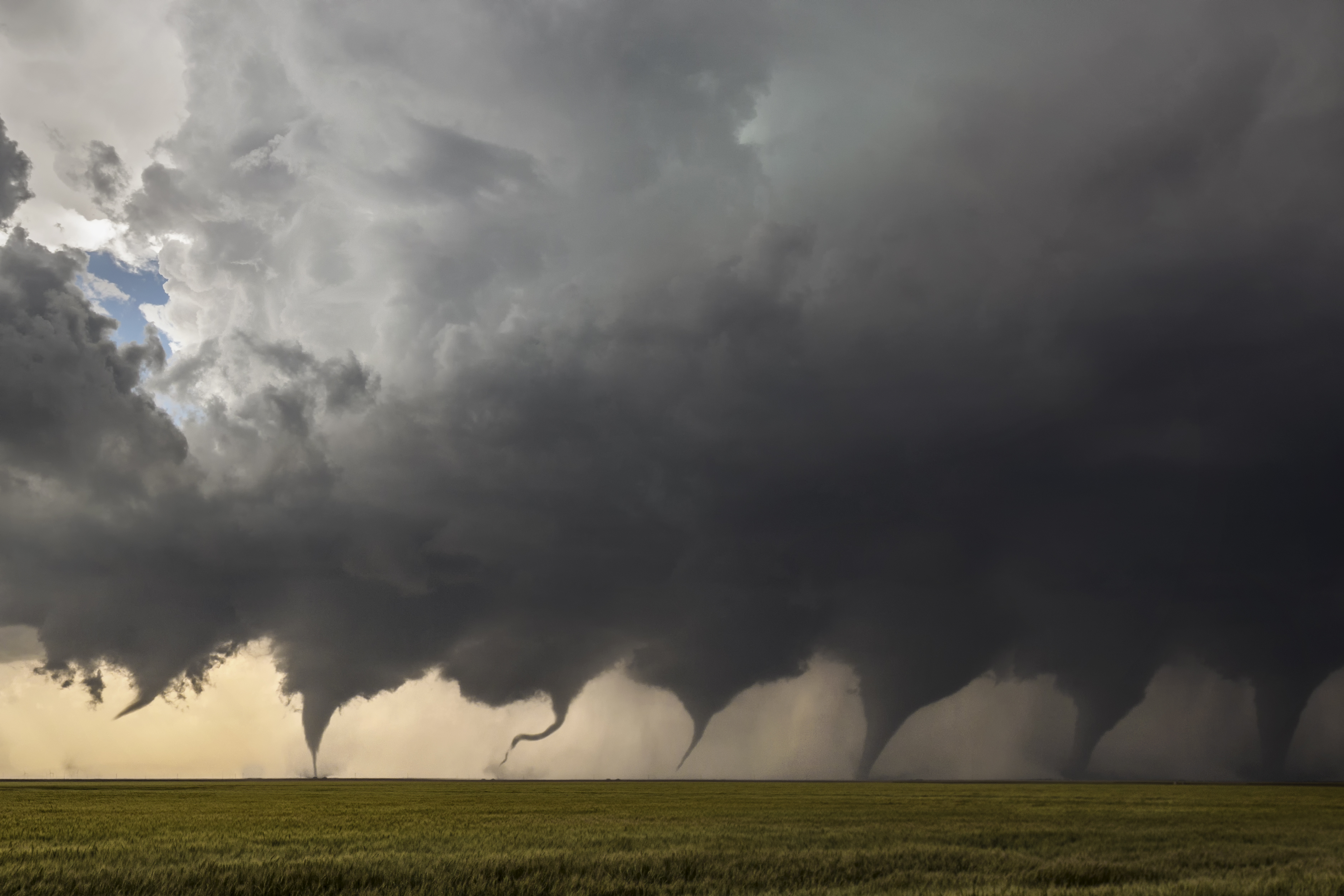
2018 – Kompozice osmi snímků supercely zachycující vznik a vývoj tornáda, Kansas
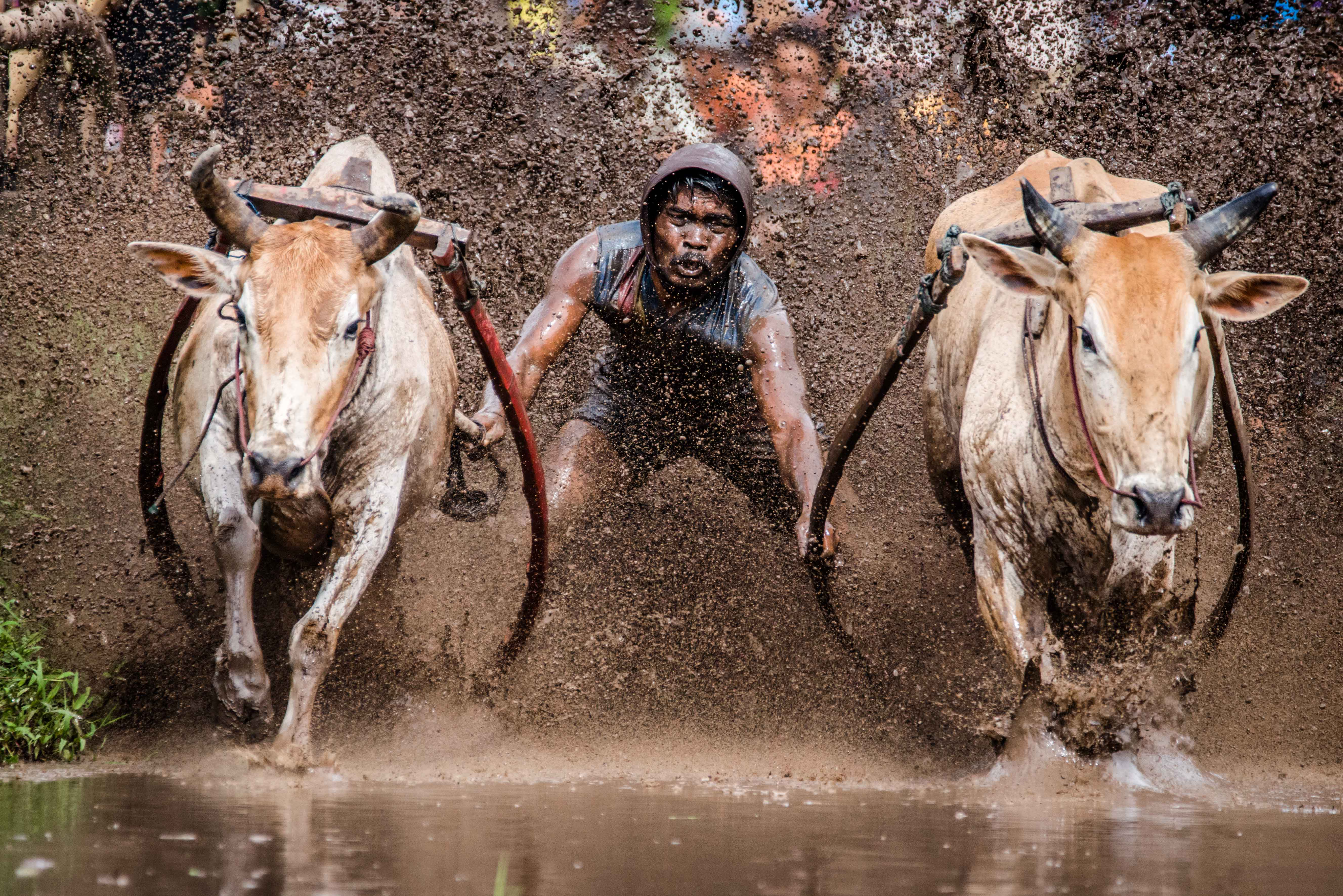
2019 – Tradiční závod býků (Pacu jawi) rýžovým polem v indonéské provincii Západní Sumatra
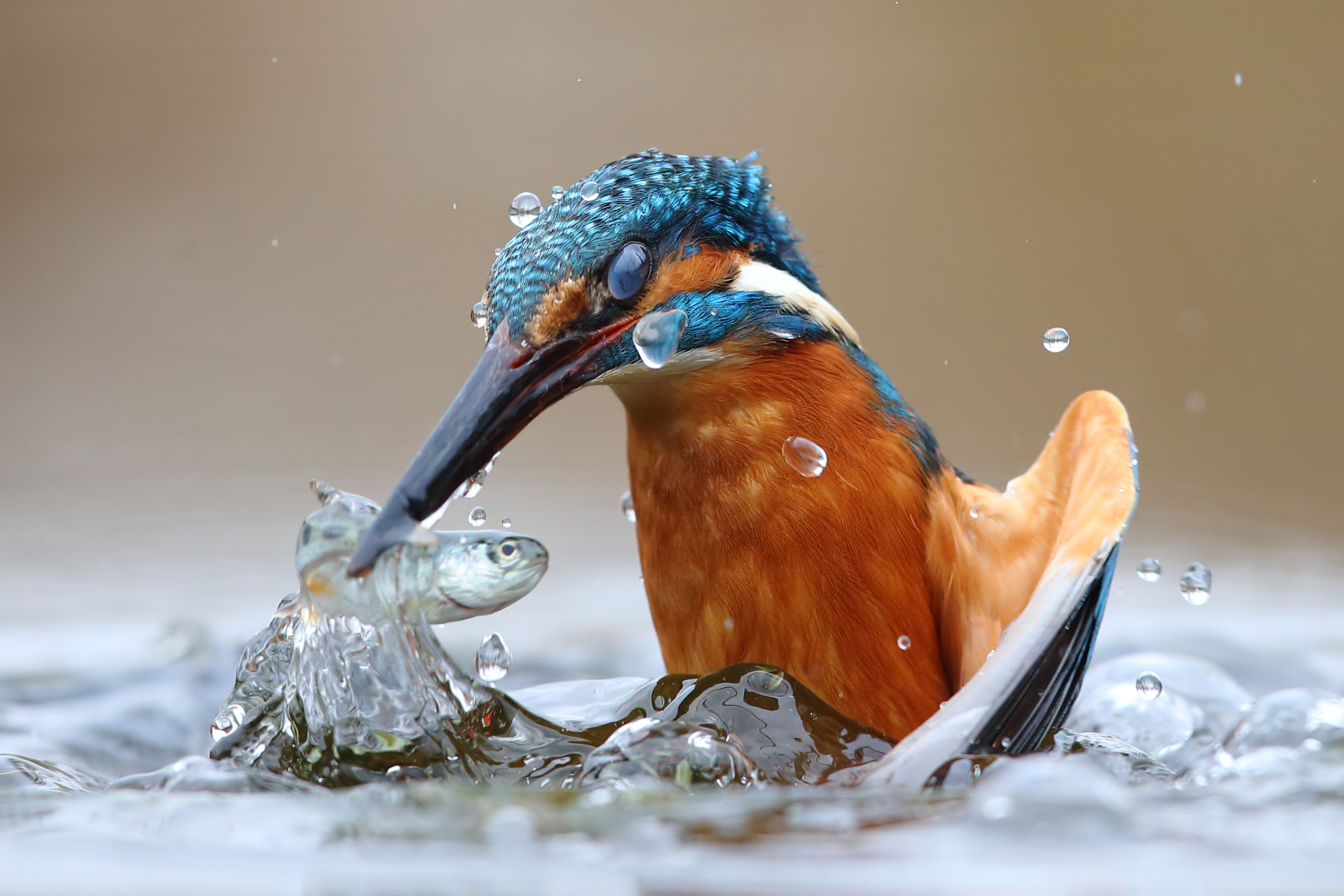
2020 – Ledňáček říční s kořistí na vodní ploše v říčním pásu Pádu
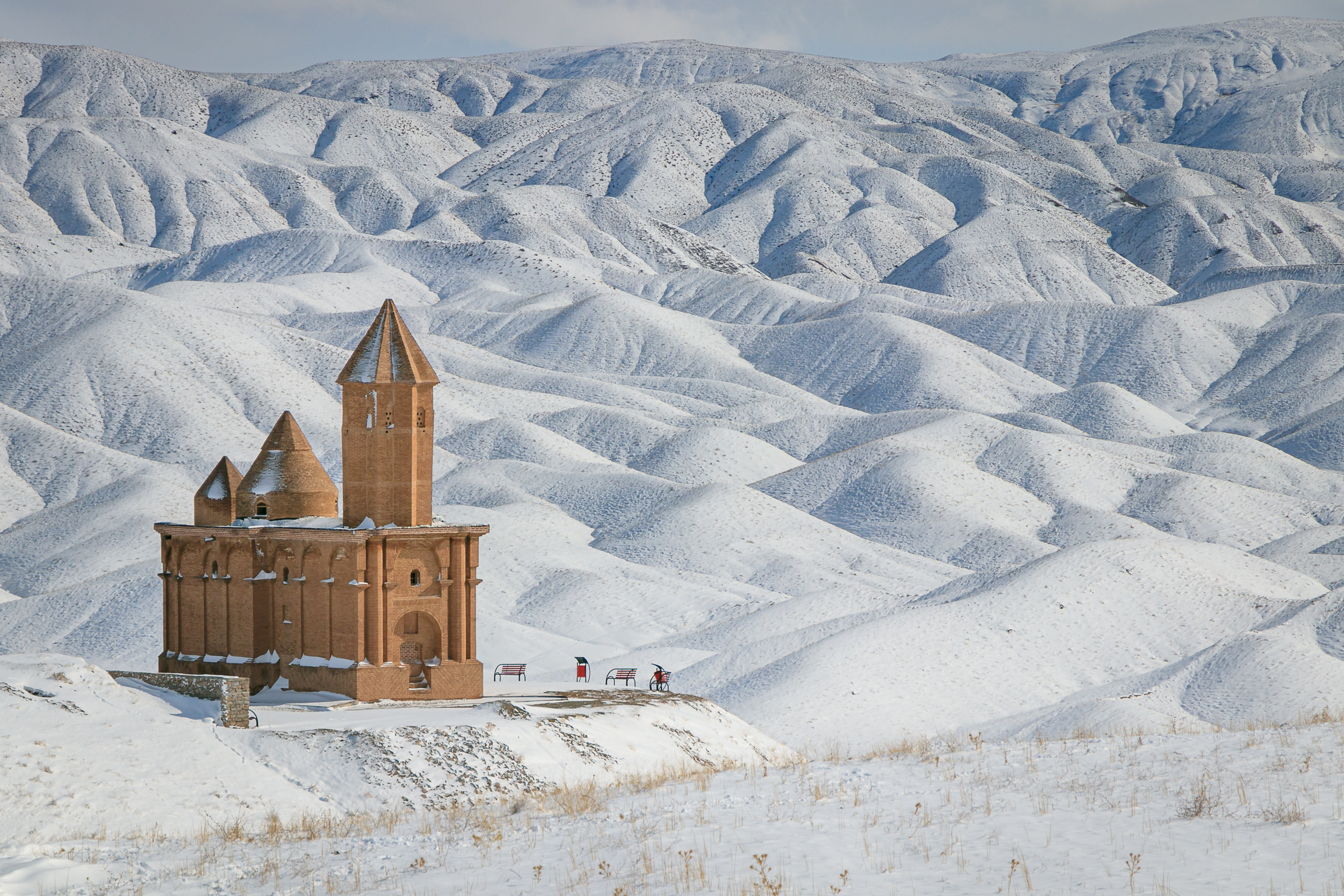
2021 – Arménský katolický kostel svatého Jana v íránské provincii Východní Ázerbájdžán
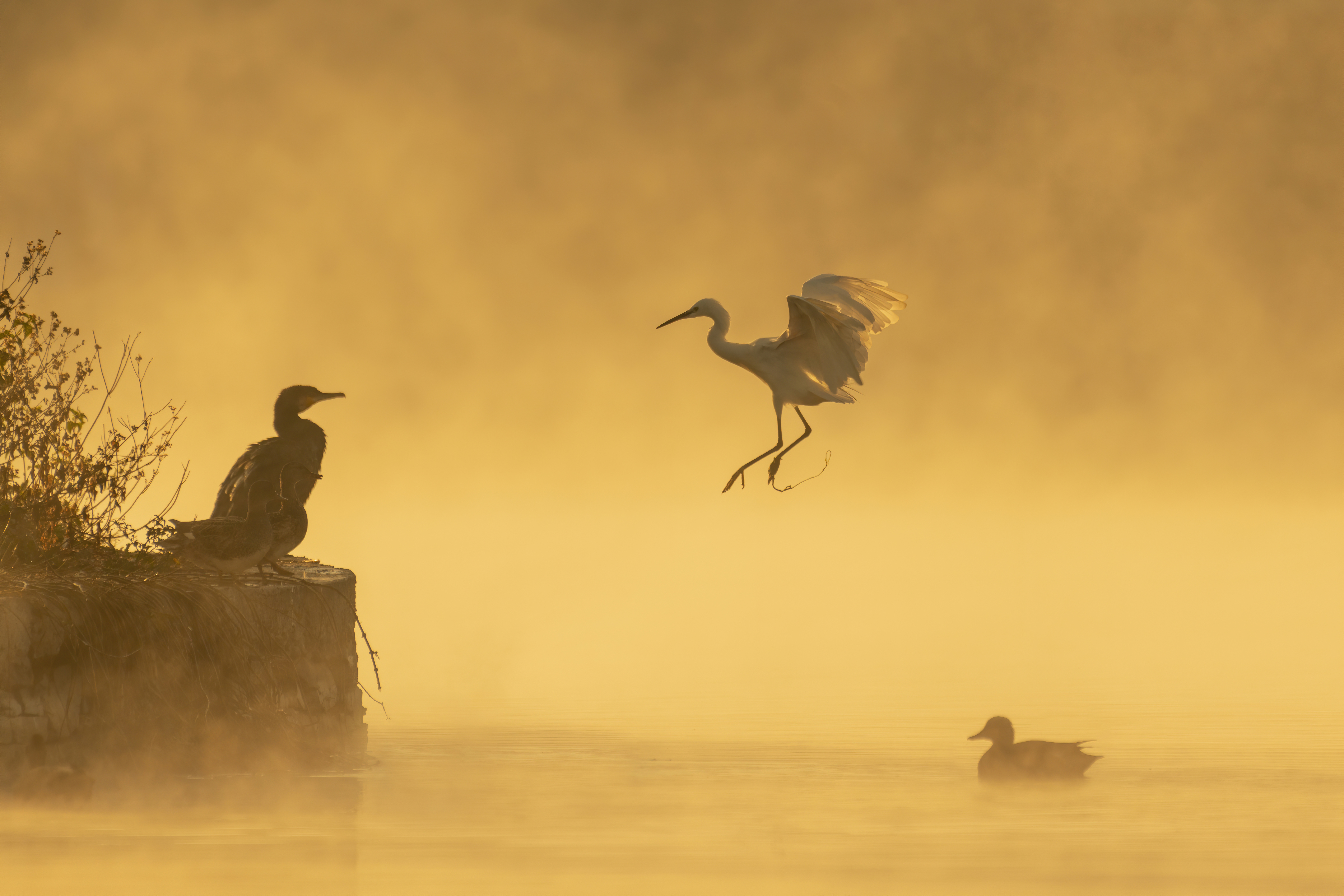
2022 – Kormorán velký, volavka stříbřitá a kopřivka obecná na jezeře Taudaha u Káthmándú
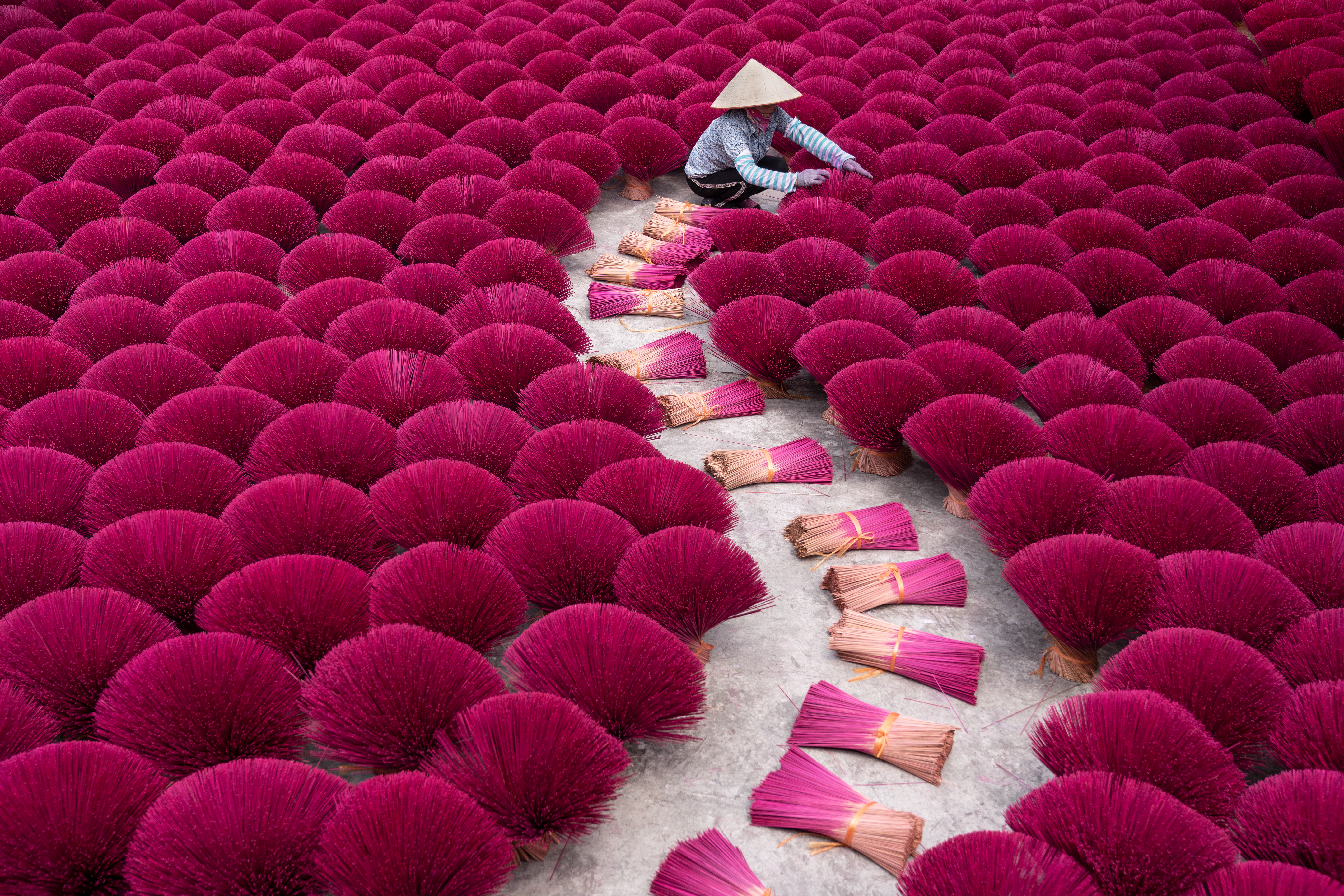
2023 – Výroba vonných tyčinek ve vesnici Quảng Phú Cầu nedaleko Hanoje